# Антонов, Александр Степанович
Алекса́ндр Степа́нович Анто́нов (26 июля (7 августа) 1889, Москва — 24 июня 1922, Нижний Шибряй, Тамбовская губерния) — один из руководителей Тамбовского восстания, по имени которого крестьянское выступление получило название «антоновщина». В 1907 году вступил в партию социалистов-революционеров; в составе «Тамбовской группы независимых социалистов-революционеров» принимал участия в «экспроприациях» правительственных учреждений. Был осуждён царским судом по делу о нанесении огнестрельных ранений городовому и лесному кондуктору; перед военным судом сознался в ограблении на станции Инжавино в ноябре 1908 года — был приговорён к смертной казни, но, по решению П. Столыпина, казнь была заменена бессрочной каторгой. Отбывал наказание в Тамбовской тюрьме и Владимирском централе.
Вышел на свободу в результате амнистии, объявленной после Февральской революции; примкнул к левым эсерам и вступил в должность начальника Кирсановской уездной милиции. После серии конфликтов с большевиками местного совета и ВЧК был обвинён в подготовке восстания и повторно оказался в подполье. Организовал собственную «боевую дружину», с которой участвовал в убийствах большевистских руководителей и в создании на территории Тамбовской губернии «Союзов трудового крестьянства». 25 августа 1920 принял на себя руководство восстанием в селе Каменка; 14 ноября создал и возглавил «Главный оперативный штаб» восстания, координировавший действия около двадцати повстанческих полков. После разгрома восстания частями Красной армии скрывался в тамбовских лесах. 24 июня 1922 года был убит в результате операции ГПУ.

## Биография

### Детство

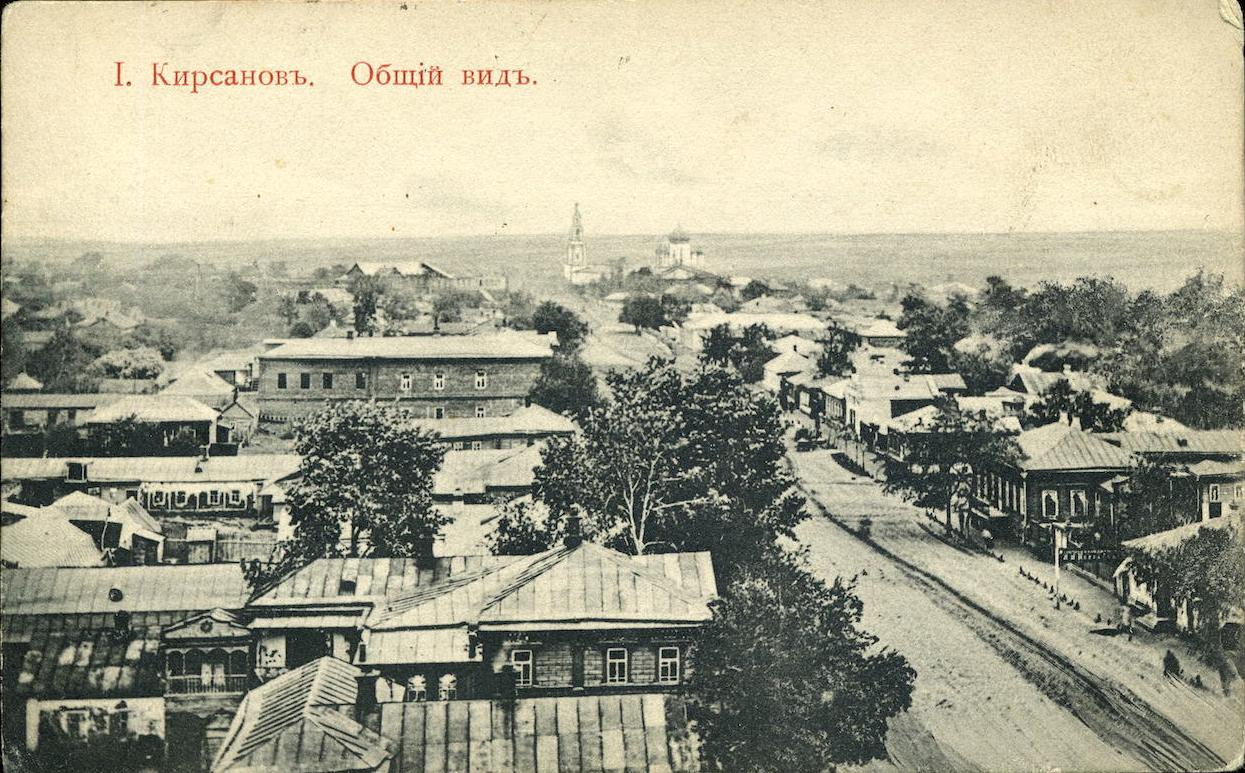
Кирсанов в начале XX века

Александр Антонов родился в Москве 26 июля (7 августа) 1889 года в мещанской семье отставного фельдфебеля Степана Гавриловича Антонова, родом из Тамбова, и портнихи Наталии Ивановны (в девичестве — Соколовой). 30 июля Александр был крещён в московской церкви Преподобного Сергия Радонежского; он стал третьим ребёнком в небогатой семье Антоновых: до него на свет появились сёстры Валентина и Анна, а затем, 1896 году — брат Дмитрий, который родился уже в Тамбовской губернии, в уездном городе Кирсанове, куда в 1890-х годах переехала семья. О «московском» периоде жизни Антоновых сохранилось крайне мало сведений — предположительно, семья перебралась в провинцию вскоре после рождения первого сына.
В Кирсанове, являвшемся в те годы небольшим, но процветающим за счёт хлебной торговли городом, Степан Антонов открыл небольшую слесарную мастерскую, занимавшуюся починкой домашней утвари: однако дела у главы семьи пошли неважно, и основной вклад в семейный бюджет вносила Наталия Ивановна, ставшая лучшей местной портнихой-модисткой. Наталия умерла, когда Александру было 16 или 17 лет. По мнению историка Владимира Самошкина, сам Александр Антонов с юных лет не любил наряжаться и предпочитал ситцевую косоворотку, подпоясанную ремнём, и дешёвые бумажные брюки, заправленные в сапоги — этот его костюм запомнился одноклассникам будущего лидера восстания, с которыми он учился в кирсановском городском трёхклассном училище, постигая русский язык, арифметику, геометрию и закон Божий.
Во втором классе Антонов остался на второй год из-за низкой успеваемости. Достоверно неизвестно, закончил ли он училище (предполагалось, что это должно было произойти в 1905 году). При этом в советское время с 1922 года распространялись сведения, что Антонов был исключён из пятого класса реального училища «за сильное хулиганство и слабую успеваемость», притом, что в 1905 году в Кирсанове ещё не было реального училища как такового.

### Ранние годы. Эсер

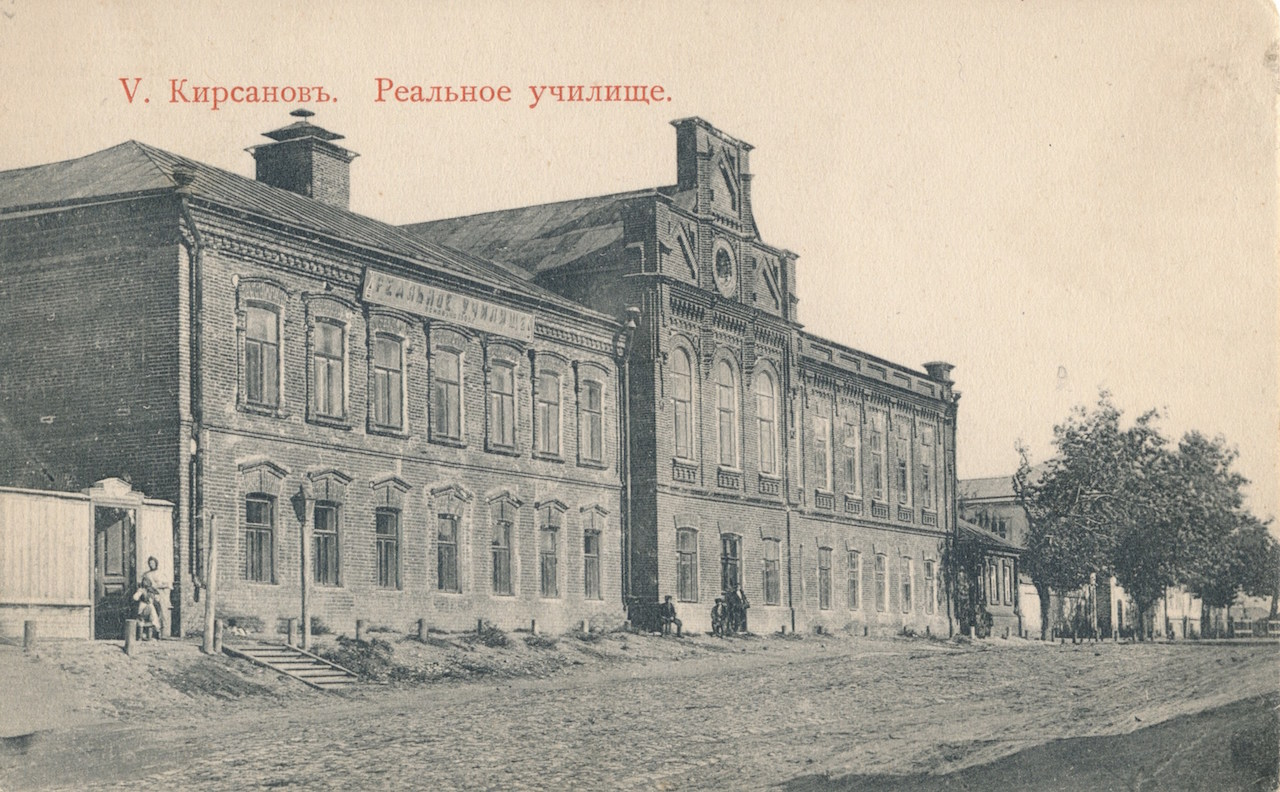
Реальное училище в Кирсанове

#### «Тамбовская группа независимых социалистов-революционеров»
Область деятельности Александра Антонова до конца 1907 года известна мало: какое-то время он работал у кирсановского хлеботорговца Милохина, после чего — сблизился с эсерами и вступил в революционную партию (возможно, вслед за сестрой Анной), перейдя на нелегальное положение. Затем он стал частью местного радикального движения и начал принимать участия в «экспроприациях» (ограблениях) правительственных учреждений: волостных правлений и казённых винных лавок. Формально Антонов относился к «Тамбовской группе независимых социалистов-революционеров» — партийная кличка «Шурка» — фактически являвшейся «спецподразделением» при губернском комитете ПСР по «добыванию» денег и документов — и по приведению в исполнение смертных приговоров, вынесенных эсерами «провинившимся» должностным лицам, провокаторам и предателям. Уже в это время Антонов явно тяготеет к «независимому» крылу эсеров, стремившемуся к террористической деятельности. В начале 1908 года царская полиция характеризовала «тамбовского мещанина» Антонова как «известного грабителя» и вела его розыск.
В начале сентября 1907 года — в связи с ростом числа членов и расширением сферы деятельности — «Тамбовская группа», в которой Антонов уже начал приобретать известность, преобразуется в «Тамбовский союз независимых социалистов-революционеров». Постепенно организация переносит свою деятельность на территорию соседних Саратовской и Пензенской губерний, а вскоре переименовывается в «Поволжский союз независимых социалистов-революционеров».
В конце 1907 и начале 1908 годов группа революционеров, в состав которой входил и Антонов, активно действовала в Кирсановском уезде — при этом полиция считала её независимой от основной массы эсеров в регионе. В результате кирсановский уездный исправник Терехин предпринял ряд полицейских мер, вынудивших Антонова в апреле 1908 года бежать в Тамбов — переезд был одновременно связан и с ростом молодого боевика в эсеровской иерархии.

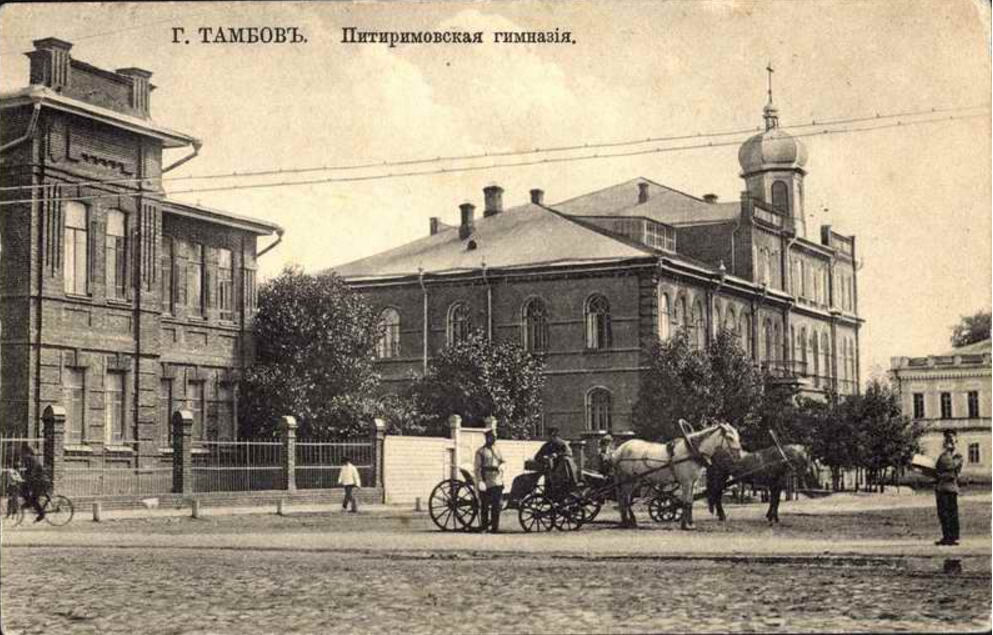
Питиримовская гимназия (Тамбов, нач. XX века)

#### Тамбов. Попытка задержания
Местные власти, в лице ротмистра Петра Николаевича Чистякова (род. 1874), узнали о прибытии Антонова и 1 мая запросили кирсановского исправника о его прошлых «делах» и приметах. Уже к 10 мая Антонов был взят под скрытое наблюдение, получив оперативную кличку «Румяный». В ночь на 22 мая начальник губернского жандармского управления полковник Владимир Семёнович Устинов (род. 1855) отдал приказ о проведении обысков и арестов по всему Тамбову: сразу по двадцати адресам. По одному из адресов — в доме № 16 по улице Араповской (сегодня — улица Максима Горького) — полиция встретила вооружённое сопротивление: был смертельно ранен старший городовой Никифор Фёдорович Пятов; «Антонов» же сдался только лично жандармскому полковнику Устинову, позже «красочно» изложившему эпизод с пленением «разбойника Шурки». О поимке «давно разыскиваемого революционного „деятеля“ Александра Антонова» сообщили и тамбовские газеты. Позже выяснилось, что за Антонова был принят Максим Иванович Жуликов, административно-ссыльный крестьянин села Чернавки Кирсановского уезда.
Ночь с 12 на 13 июня 1908 года Александр Антонов, повторно обнаруженный полицией, провёл в доме № 69 по Тёплой улице (сегодня — улица Лермонтовская), в квартире выпускницы Ольгинской школы при местном Вознесенском женском монастыре Нины Феликсовны Скаржинской. Антонов, в сопровождении местного семинариста Пантелеймона Васильевича Светлова, вышел из дома уже днём и заметил слежку: на перекрёстке Тёплой и Базарной он трижды выстрелил из револьвера типа «бульдог» в городового Сергея Павловича Тихонова, попытавшегося его задержать; Антонов не смертельно ранил его, что однако всё равно исключало для него возможность в будущем выйти из подполья. Убегая от погони революционер сбросил с себя пиджак, в карманах которого полиция потом обнаружила поддельный паспорт № 1559 на имя мещанина города Скопина (Рязанская губерния) Василия Ивановича Раузова и тридцать два револьверных патрона. Самому же революционеру удалось уйти.
14 июня 1908 года следователь по особо важным делам Тамбовского окружного суда статский советник Николай Густавович фон Арнольд (1844—1909) начал следствие по делу о нанесении огнестрельных ранений городовому Тихонову: в августе, ввиду особой тяжести преступления, дело было передано в прокуратуру Московского военно-окружного суда, но вскоре было приостановлено — из-за «нерозыска» Антонова.

#### Хомутляевский лесной кордон. Саратов
21 июня, проведя восемь дней в неизвестном на сегодняшний день «убежище», Антонов покинул Тамбов пешком, по Моршанской дороге. У пригородной Донской слободы (сегодня — село Донское Тамбовского района) он встретился с 16-летним Михаилом Николаевичем Савельевым, которому представился учителем и попросил подвезти. Проехав около двадцати километров, попутчики остановились «попить чаю» в селе Горелое, у знакомых Савельева, после чего — продолжили путь по лесной дороге. В пяти километрах от Горелого они оказались у Хомутляевского лесного кордона — было около 9 часов вечера. В тот момент около своего дома, выходящего фасадом на дорогу, стоял 23-летний лесной кондуктор Владимир Иванович Шипилов, беседовавший с лесником Алексеем Никитичем Фёдоровым и объездчиком Даниилом Филипповичем Яготиным (в разговоре принимала участие и жена Шипилова — Анастасия Дмитриевна).
Шипилову показалось подозрительным появление «на ночь глядя» подводы с двумя неизвестными ему молодыми людьми, одетыми «по-городскому»: он позднее объяснил, что в тот день у него в доме находилось крупная сумма казённых денег — около трёх тысяч рублей, а за несколько минут до этого через кордон проехала ещё одна повозка с пятью неизвестными ему людьми. Шипилов отправил объездчика Яготина узнать у проезжающих, кто они и куда направляются: в ответ Антонов «довольно грубо» послал Яготина «куда подальше». Шипилов приказал Яготину задержать молодых людей и сам, вместе с Фёдоровым, направился к телеге. Антонов выхватил из кармана браунинг, прокричав: «Не подходите, а то буду стрелять!». Затем, с расстояния в 3-4 метра, он выстрелил в Шипилова, шедшего первым, легко ранив его в левый бок. Оставшиеся участники задержания разбежались, причём Антонов по неизвестной причине попытался их преследовать. Савельев, ставший невольным свидетелем произошедшего, попытался покинуть кордон, но Антонов догнал его и, перехватив вожжи, «сам стоя стал яростно погонять лошадь». Через примерно полтора километра Антонов вернул вожжи Савельеву, спрыгнул с телеги и укрылся в лесу. 27 июня полицейский урядник Александр Ефимович Кутузов, расследовавший «инцидент», арестовал Михаила Савельева, который не смог сообщить следствию ничего об Антонове, кроме уже известных внешних примет подозреваемого.
После событий на кордоне Антонов появился в Саратове, в Поволжском областном комитете эсеровской партии, который дал высокую оценку «боевым действиям» революционера и «наградил» его новым ответственным заданием, связанным «со смертельным риском». Но, поскольку обком не смог профинансировать мероприятие, Антонов вернулся в Тамбовскую губернию с целью «экспроприировать» необходимые для операции средства.

Фотография Антонова из розыскного циркуляра

#### Станция Инжавино
31 октября 1908 года Антонов, в сопровождении 29-летнего административно-ссыльного крестьянина из села Молоканщины Пригородно-Слободской волости Кирсановского уезда Гавриила Ивановича Ягодкина, прибыл в село Коноплянка Красивской волости Кирсановского уезда. Революционеры остановились у местного крестьянина Ивана Ивановича Рогова, которому предложили принять участие в ограблении кассы на железнодорожной станции Инжавино, располагавшейся рядом. Рогов дал согласие и даже привлёк к «эксу» ещё двух местных крестьян — для оказания технического содействия операции: Федота Захаровича Лобкова и Григория Степановича Поверкова.
Вечером 3 ноября пятёрка «экспроприаторов» прибыла на станцию Инжавино и, оставив Григория Поверкова охранять лошадей, вошла в здание вокзала. Участники «операции» были вооружены: револьверы они получили от Антонова, руководившего данным налётом. В зале ожидания в тот момент находились станционный сторож Иван Фёдорович Синякин и шесть местных девушек-крестьянок, пришедших на станцию «засветло» для встречи брата одной из них, который приезжал около полуночи.
Выхватив оружие, налётчики приказали никому не двигаться и соблюдать спокойствие. Рогов и Лобков остались в зале ожидания, а Антонов с Ягодкиным направились в контору, где в тот момент находились весовщик Павел Иванович Коршунов и конторщик-практикант Иван Васильевич Коноваликов. Оставив с ними Ягодкина, Антонов вошёл в кабинет начальника станции Василия Борисовича Петрова, которому, угрожая оружием, «предложил» достать деньги. Петров, по мнению Самошкина, отреагировал на требование грабителей «своеобразно»: сначала он неожиданно заплакал, а затем — «закатил истерику». Начальник станции сначала сообщил Антонову, что он «очень болен и стар» и что у него шестеро маленьких детей, «которые не увидят больше своего бедного отца, ибо теперь его посадят в тюрьму»; после данного заявления Петров потерял сознание.
Самостоятельно достав из кармана начальника станции ключи, Антонов открыл несгораемый шкаф и забрал из него деньги. Затем «сердобольный» Антонов позвал конторщика Коноваликова и приказал ему оказать помощь Петрову, лежащему в тот момент на полу без чувств. Вскоре начальник очнулся, что дало возможность Антонову поинтересоваться о причинах произошедшего: Петров объяснил, что два месяца назад данная касса уже была ограблена — грабителей не нашли, а его предшественника посадили в тюрьму, обвинив в присвоении денег (Самошкин установил, что 4 сентября 1908 года из кассы станции действительно было похищено 9531 рублей 87 копеек, которые затем были найдены у станционного начальника Чекашева и его приятеля — станционного телефониста).
Пришедший постепенно в себя Петров попросил Антонова «сжалиться» над ним и — как доброго и интеллигентного молодого человека — написать расписку, что деньги были «экспроприированы». Антонов ответил, что не имеет ничего против, но сможет прислать расписку только после подсчёта «выручки» от операции. В ответ Василий Борисович «опять начал подозрительно всхлипывать» и вспоминать своих малых детей; он даже упрекнул Антонова в попытке обидеть бедного и старого железнодорожного служащего. В результате Антонов выложил деньги на стол начальнику, который «деловито» пересчитал их, причём дважды. После этого революционер написал своим обычным почерком расписку (орфография и пунктуация подлинника сохранены): «Четыре тысячи триста шесдесят два рубля 85 коп взято партией анархистов индивидуалистов. Член партии».
Фактически же, как было установлено позже, из кассы станции было «экспроприировано» только 4340 рубля 25 копеек — то есть начальник станции «обсчитал» Антонова на 22 рубля 60 копеек. После составления расписки Антонов и его сообщники оборвали телефонные провода и заперли всех лиц, находившихся на станции, в помещении конторы, отдав им приказ не выходить в течение получаса.
4 ноября на станцию Инжавино прибыли чины полиции и железнодорожной жандармерии. Получив рапорт об ограблении, губернское жандармское управление заподозрило участие в нём именно Антонова: полковник Устинов прислал в Инжавино фотографию подозреваемого, которого опознали потерпевшие и свидетели. Кроме того почерковедческая экспертиза подтвердила, что дарственная надпись на фото и текст расписки были написаны одним человеком. Уже 5 ноября в соседнем селе Карай-Салтыково был арестован сообщник Антонова Лобков, который сознался и выдал имена остальных участников «экса»: сразу же были арестованы Рогов и Поверков, а также — крестьяне Дмитрий Дмитриевич и Гавриил Дмитриевич Любины (отец и сын), в доме которых скрывались Антонов и Ягодкин. Все арестованные признали свою вину и были вынуждены отвечать перед законом; у них было изъято два револьвера и 347 рублей. В доме тёщи Ягодкина полиция изъяла ещё 496 рублей, а сам Ягодкин успел скрыться только из-за «оплошности» местных полицейских чинов (однако, в августе 1909 года Ягодкин всё же был арестован). 5 ноября Антонов ушёл из Коноплянки пешком «в неизвестном направлении». У своих родственников, где его ожидали представители власти, он не появился.

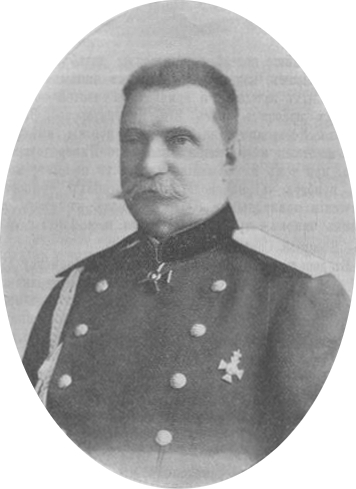
Генерал А. Г. Сандецкий (1907)

#### Приговор генералу
Получив необходимые средства, Антонов вновь направился в Саратов — в распоряжение Поволжского обкома ПСР, готовившего в тот период убийство командующего войсками Казанского военного округа генерал-лейтенанта Александра Сандецкого. Эсеры вынесли генералу смертный приговор за «жестокость» при подавлении крестьянских выступлений 1905—1907 годов в Поволжье. Для приведения приговора, о вынесении которого уже было известно полиции, в исполнение были отобраны три боевика: сбежавший из пермской ссылки крестьянин деревни Крутец Сердобского уезда Саратовской губернии Иван Яковлевич Коротков (род. 1866; ставший впоследствии поволжским чекистом), учитель села Шевыревка Саратовского уезда Тимофей Иванович Мерзлов и сам Антонов.
23 ноября 1908 года невысокий (164,5 см) молодой человек попал в поле зрения Саратовского охранного отделения. Не узнав в нём разыскиваемого Антонова, саратовские «шпики» дали ему кличку наблюдения «Осиновый». При этом одновременно провал произошёл и в эмигрантском центре ПСР: находившийся в тот момент в Париже будущий председатель Московской городской думы эсер Осип Минор перед выездом в Российскую империю — для восстановления партийной организации в Поволжье — в парижском кафе «Дюмесниль» «консультировался» по поводу покушения с провокатором Евно Азефом (при том, что до разоблачения Азефа оставалось всего несколько дней).

#### Арест
16 декабря, в связи с поступившей от Азефа информацией, в Самаре состоялось совещание начальников жандармских управлений всех семи поволжских губерний и Уральской области: полицейские чины обсуждали ход подготовки ликвидации эсеровского центра в регионе. Жандармам было известно, что покушением с участием трёх исполнителей руководил Борис Бартольд: при этом, если о Короткове и Мерзлове было известно «практически все», то о причастности Антонова охранка ещё не подозревала (материалы суды ставили самого Антонова только на периферию заговора). После совещания к делу установления личности третьего исполнителя подключился начальник Саратовского охранного отделения ротмистр Александр Мартынов, будущий последний начальник Московского охранного отделения: 20 декабря он сообщил, что третьим боевиком является «прибывший в Саратов в ноябре сего года нелегальный из Тамбовской губернии, уроженец Кирсановского уезда, настоящее имя и фамилия его Отделению не известны… Отделению известен под кличкой наблюдения „Осиновый“».
Но 22 декабря «Осиновый» ушёл из-под наблюдения и оказался в Самаре, куда в связи с подготовкой «акции» прибыл руководитель пензенских эсеров Александр Иванович Метальников и должен был приехать из Саратова Бартольд. В эти дни в Россию пришло известие о разоблачении Азефа, ставшее шоком для членов организации и создавшее атмосферу всеобщей подозрительности. В результате, Антонов, явившийся на явочную квартиру к Кричевской, был ею выставлен за дверь; он отправился ночевать в гостиницу «Ташкент», где стал дожидаться приезда Бартольда, который так и не прибыл — в связи с разоблачением «суперагента» охранки Азефа, жандармы начали серию массовых арестов эсеров и 2 января 1909 года был, почти в полном составе, арестован Поволжский обком.
5 января, в связи с ликвидацией Пензенской организации ПСР была арестована сестра Антонова — Анна. Ещё 27 декабря жандармы выяснили, что «Осиновый» приехал в Самару с фальшивым паспортом на имя сына отставного коллежского асессора Александра Дмитриевича Полякова, а 1 января ротмистр Мартынов сообщил начальнику Самарского губернского жандармского управления полковнику Алексею Павловичу Критскому, что «Осиновый» — это «Александр Степанович Антонов, участник ограбления в Инжавино». В результате революционер был объявлен во всероссийский розыск (с наградой в 1000 рублей). «Спасло» Антонова то, что он так и не установил связь с местными эсерами и успел покинуть гостиницу, перебравшись на квартиру Варвары Леонтьевой, не имевшей отношения к партии.
В попытке выйти на контакт с однопартийцами Антонов выдал себя: 18 февраля 1909 года его личность раскрыли и вечером 19 февраля он уже был под наблюдением. Утром следующего дня его арестовали в доме № 24 на улице Покровской (сегодня — Лермонтова): арест был столь внезапным, что революционер не успел даже достать револьвер. При обыске у него был изъят поддельный паспорт на имя крестьянина Куриловской волости Новоузенского уезда Самарской губернии Петра Трофимовича Куликова и «шифрованная запись». Сразу после ареста Антонов был отправлен в Саратовскую губернскую тюрьму, где он подвергся «пыткам», а узнав об интересе к нему у тамбовских сыщиков, 15 апреля (по другим данным — 14 апреля) его под усиленным конвоем отправили в Тамбовскую губернскую тюрьму.

#### Следствие и суд
После известия о поимке Антонова немедленно были возобновлены дела о нанесении огнестрельных ранений городовому Тихонову, лесному кондуктору Шипилову и об ограблении кассы на станции Инжавино. Антонов свою вину не признал и от дачи показаний отказался. Кроме того революционера обвинили в убийстве сельского старосты Бирюкова и об ограблении Ржаксинской винной лавки, а позже — в ограблении (5000 рублей) сборщика налогов Феона Архиповича Насонова, произошедшем 2 сентября 1906 году у села Чернавка Кирсановского уезда, и в ограблении в том же уезде Балыклейского волостного правления, произошедшем в ночь на 25 марта 1908 года. Если первые два преступления Самошкин считал не имевшими к Антонову отношения, то о второй паре историк отзывался как о «достоверно пока неизвестных».
12 марта 1910 года выездная сессия Саратовской судебной палаты рассмотрела в Тамбове дела Антонова о ранении Тихонова и Шипилова: царский суд постановил лишить мещанина Александра Антонова «всех прав состояния» и отправить на шесть лет на каторгу. Савельев, «помогавший», по версии следствия, Антонову скрыться с места преступления, был оправдан.
15 марта, в 11 часов утра Антонов, вместе с другими участниками ограбления на станции Инжавино, предстал перед «Временным военным судом в г[ороде] Тамбове», который по существу являлся выездной сессией Московского военно-окружного суда (в составе генерал-майора Якова Дубле и двух подполковников расквартированного в Тамбове 7-го запасного кавалерийского полка Владимира Сергеевича Попова 1-го и Алексея Михайловича Попова 2-го). Процесс проходил при закрытых дверях, в здании Тамбовского уездного земского съезда; Антонова защищал присяжный поверенный, тамбовский кадет, князь Василий Ишеев. Все обвиняемые, кроме Поверкова и Любина, признали себя виновными и в тот же день суд вынес им приговор: Антонов, Ягодкин, Лобков и Рогов были приговорены к смертной казни через повешение; Поверков — к бессрочной каторге, а Любин — к пятнадцати годам каторжных работ.
Никто из приговорённых к смертной казни прошений о помиловании не подал, но приговор не являлся окончательным — он подлежал дополнительному утверждению командующим войсками Московского военного округа. В своём рапорте министру внутренних дел Петру Столыпину командующий округом, генерал от кавалерии Павел Плеве писал:
Временный военный суд в г. Тамбове 15 сего марта приговорил мещанина Александра Антонова и крестьян Ивана Рогова, Федота Лобкова и Гавриила Ягодкина к смертной казни через повешение, признав их виновными в разбойном нападении 3 ноября 1908 года на станцию Инжавино Рязано-Уральской железной дороги, во время какового нападения из станционной кассы было похищено 4340 руб. 25 коп.
Принимая во внимание: 1) полное чистосердечное сознание всех названных осуждённых на суде, а трёх из них (кроме Антонова) и на следствии, тотчас же по задержании, и 2) то, что во время вышеупомянутого нападения злоумышленниками никому не было причинено никакого физического вреда, признавал бы возможным заменить названным осуждённым смертную казнь ссылкою в каторжные работы: Антонова и Ягодкина — без срока, а Рогова и Лобкова — на 20 лет каждого. ...О таковом предположении своём уведомляю Ваше Высокопревосходительство и прошу не отказать в сообщении Вашего по сему предмету мнения.
29 марта премьер-министр Столыпин телеграфировал свой ответ: «Смягчению участи Александра Антонова, Ивана Рогова, Федота Лобкова, Гавриила Ягодкина предположенном размере препятствий не встречаю». 4 апреля Плеве утвердил приговор военного суда «с заменою мещанину Александру Антонову и крестьянам Ивану Рогову, Федоту Лобкову и Гавриилу Ягодкину смертной казни ссылкою в каторжные работы: Антонова и Ягодкина без срока, а Рогова и Лобкова на двадцать лет каждого с установленными законом последствиями и крестьянину Григорию Поверкову ссылки в каторжные работы без срока ссылкою в таковые же работы на пятнадцать лет».

#### Каторга
В итоге Антонов оказался на каторге (данные о ссылке Антонова являются ошибочными), отбывать которую он начал в самой Тамбовской тюрьме. Ещё в июле 1909 года «деятельный» революционер разработал план побега и обратился в Поволжский обком с просьбой одолжить ему 700 рублей для подкупа ряда тюремщиков, при том, что письма заключённых перехватывались и дешифровывались тюремщиками. Обком отправил в Тамбов кирсановского эсера Константина Николаевича Баженова (род. 1884), который доложил организации, что побег заключённого «абсолютно невозможен». Отказ не остановил Антонова: 14 апреля 1910 года он перепилил кандалы и решётку на окне своей камеры № 3, находившейся на первом этаже, и покинул место заключения — однако, вскоре был схвачен тюремной охраной. За попытку к бегству и «порчу казённого имущества» (то есть, кандалов и решётки) начальник тюрьмы Михаил Алексеевич Чековский на неделю отправил Антонова в тюремный карцер.
Неделя в карцере, по мнению Самошкина, не сделала из Антонова «образцового» заключённого: утром 28 июня 1910 года, находясь в «любимом» карцере № 8, революционер «умудрился» пробить дыру в потолке и таким образом проник в тюремную церковь — где и был обнаружен охраной. В результате Чековский с первым же каторжным этапом отправил Антонова в Московскую центральную пересыльную тюрьму, куда революционер прибыл 6 августа. Но уже 11 февраля 1911 года Антонов был «под особо бдительным надзором» этапирован обратно — в Тамбовскую тюрьму — для участия в качестве свидетеля «по делу некоего Турусова и других». В Тамбове он находился до апреля 1912 года и, по предположению Самошкина, успев опять «что-то натворить», был этапирован обратно в Москву — где немедленно отсидел десять суток карцера, определённые ему Тамбовским окружным судом.
24 мая 1912 года Антонов, после всех скитаний по местам заключения, оказался во Владимирском централе (Владимирской временной каторжной тюрьме): в первый день своего пребывания в централе Антонов получил семь суток карцера за «нанесение телесных повреждений» арестанту Вержбицкому. После того как выяснилось, что Вержбицкий «опрометчиво попытался ознакомить новичка с правилами поведения в „своей“ камере», Антонов был выпущен из карцера, проведя там всего восемнадцать часов. До конца своего пребывания во Владимирском централе (то есть до 1917 года) Антонов ещё четыре раза попадал в «тёмный карцер». Самошкин считал, что тюремная администрация «не совсем справедливо» относилась к Антонову: так, согласно правилам, кандалы с революционера должны были быть сняты 15 мая 1915 года, однако о самом существовании подобного правила ему было официально объявлено только 23 декабря, а фактически «раскован» Антонов был только 28 мая 1916 года.

### Революция

#### Февральская революция. Тамбов
После Февральской революции, 4 марта 1917 года, из Петрограда во все тюрьмы и каторги страны пришла телеграмма министра юстиции Временного правительства Александра Керенского, согласно которой все политзаключённые и политкаторжане подлежали немедленной амнистии и выпускались на свободу (освобождение брата в марте 1917 года подтверждала и сестра Валентина). Антонов отправился в Тамбов, где — после месяца, направленного на восстановление сил и здоровья — уже 15 апреля стал младшим помощником начальника второй части (районного отдела) Тамбовской городской милиции. 20 мая в ту же часть поступил и его младший брат — Дмитрий, учившийся до Первой мировой войны в Кирсановском мужском приходском училище и призванный в 1916 году в армию (окончил ускоренный курс военно-фельдшерской школы).
В новой постреволюционной реальности Антонов имел связи и политический вес: в частности, первым председателем Тамбовского городского Совета оказался адвокат Антонова на военном суде — князь Василий Петрович Ишеев, в то время как защитник Любина и Поверкова — эсер Константин Шатов — стал комиссаром Временного правительства в Тамбовской губернии. За полгода службы Антонов не продвинулся по служебной лестнице, продолжая быть младшим помощником, но у начальника первой части. Встречающиеся в исторической литературе утверждения, что Антонов стал начальником всей городской или даже губернской милиции, не подтверждались Самошкиным.
В сентябре 1917 года дворянин из села Семёновка Кирсановского уезда Пётр Георгиевич Булатов возглавил Тамбовскую городскую милицию, а комиссар Временного правительства в Кирсановском уезде Константин Баженов подыскивал «толкового» человека на роль начальника уездной милиции, поскольку корнеты Орест Орестович Турау и Ю. А. Давидайтис не справлялись со своими должностными обязанностями. Баженов, при поддержке эсера Виктора Николаевича Михневича, используя личные связи, организовал назначение Антонова начальником уездной милиции: Булатов откликнулся на их просьбы, произведя Антонова (23 октября) в свои вторые помощники и откомандировав его в распоряжение губернского инспектора милиции Невежина, который всего через несколько часов получил телеграмму: «Просим срочно откомандировать Антонова ввиду назначения его начальником уездной милиции. Уезд спешно нуждается в его приезде».
О переводе Антонова просил и бывший депутат, председатель Кирсановской уездной земской управы Василий Окунев, мотивируя это тем, что «в городе, и в уезде царит полнейший непорядок»; не позднее 8 ноября революционер вступил в должность начальника уездной милиции. Тогда же, в начале ноября 1917 года, 28-летний Антонов женился на своей недавней знакомой — 25-летней тамбовчанке Софии Васильевне Орловой-Боголюбской, также имевшей связи с бывшим эсеровским подпольем. После свадьбы молодые супруги выехали в Кирсанов, где поселились в доме Апоницких по улице Почтовой.

#### Начальник уездной милиции
На момент прибытия Антонова Кирсановский уезд, имевший площадь в 6 тысяч квадратных километров, состоял из четырёх районов (37 волостей) и имел в своём составе 438 населённых пунктов с 350 тысячами сельских жителей. В подчинении у Антонова, сделавшего всего за полгода значительную карьеру, были: один заместитель (им стал эсер Михневич, которого через несколько месяцев сменил беспартийный Николай Адамович Дыбовский), четыре начальника районных милиций, 37 старших волостных милиционеров, 17 конных и 40 пеших милиционеров, а также — канцелярия со штатом из пяти человек.
При этом в уезде активно шла «классовая борьба»: крестьяне громили имения местных помещиков и «богатые» хутора. 1 июня 1917 городская милиция Кирсанова, попытавшаяся навести порядок в столице уезда, была «разгромлена». Поэтому Антонов начал активную деятельность: он перемещался по уезду, управлявшемуся эсерами и меньшевиками-интернационалистами, с небольшим отрядом конных милиционеров, преследуя шайки местных грабителей и конокрадов. В тот период он «поймал» и знаменитого в тот период на Тамбовщине преступника (разбойника и конокрада) по прозвищу «Васька Селянский» — «Васька» был крестьянином из села Пахотный Угол Тамбовского уезда (а в будущем — командир Восьмого Пахотно-Угловского антоновского полка), который однако сбежал от конвоя на железнодорожном вокзале при переправке его в Тамбов.
В конце 1917 — начале 1918 г. Антонов как начальник Кирсановской уездной милиции настойчиво проводил в жизнь эсеровское политическое Распоряжение № 3 от 13 сентября 1917 года, призванное остановить стихийный захват земли и помещичьих владений крестьянами, начавшийся сразу после Февральской революции. С марта по сентябрь 1917 г. число крестьянских выступлений в губернии увеличилось с 17 до 149, что побудило местное эсеровское руководство практически решать земельный вопрос, не дожидаясь санкции Учредительного собрания. 24 июня сессия губернского земельного комитета высказалась за переход земли в ведение крестьянских организаций до общей аграрной реформы, однако погромы имений не прекратились. После массовых нападений на имения в Ярославской и Екатерининской волостях 9 сентября и было принято Распоряжение. Исполняя его, Антонов не останавливался перед наказанием крестьян-погромщиков, что не позволяет считать его последовательным защитником интересов крестьянства.
«Самым ярким» событием в милицейской биографии Антонова Самошкин считал разоружение революционером нескольких эшелонов с солдатами Чехословацкого корпуса, следовавшими через станцию Кирсанов: за данную операцию, на которую обращают внимание практически все биографы революционера (включая авторов статьи в Большой российской энциклопедии), Кирсановский Совет наградил Антонова маузером, «не поинтересовавшись», куда делось отобранное оружие. Антонов его никому не сдавал. По воспоминаниям секретаря Тамбовского губернского комитета РКП(б) Бориса Васильева-Гольберга, Антонов ещё в Тамбове был причастен к похищению трёх возов винтовок с территории Тамбовской городской управы и ограблению артиллерийского склада, произошедших в октябре 1917 года. Специальная следственная комиссия (председателем которой был Булатов, а одним из членов — Антонов) «установила», что ограбление артиллерийского склада было совершено какими-то «приезжими из-за города». Общие же запасы оружия, собранные Антоновым с товарищами, сложно оценить точно.
Васильев также считал «большой ошибкой» кирсановских коммунистов, что они — придя к власти в феврале 1918 года — оставили левого эсера Антонова, который правда в заседаниях местных членов партии левых эсеров не участвовал, в должности начальника милиции. «Терпимость» к Антонову, на грубость которого не раз жаловались подчинённые ему милиционеры, Васильев объяснял дружбой революционера с Баженовым. Постепенно, по мере укрепления власти большевиков в регионе, единственной вооружённой силой, находящейся вне их контроля, стала кирсановская милиция.
1 апреля Антонов явился на заседание уездного исполкома, где в «резкой» форме опротестовал арест командира 1-го Кирсановского социалистического полка В. Н. Михневича (бывшего заместителя Антонова) и «недвусмысленно» пригрозил освободить его насильно. В ответ исполком — под председательством большевика И. М. Авербаха — отказался немедленно освободить арестованного, но дал обещание быстро разобраться в «деле» и единодушно выразил «полное доверие» кирсановской милиции. В конце апреля Антонов заявил исполкому, что отказывается работать «за такую мизерную зарплату», составлявшую в те годы 425 рублей в месяц: исполком, в котором всё ещё было сильно влияние как эсеров, так и кадетов, поднял оклад до 500 рублей, на что Антонов ответил, что «примет эту подачку» лишь, если одновременно зарплата будет повышена всем его подчинённым. Исполком согласился на это требование.
После этого Антонов стал часто появляться в сёлах Иноковка и Инжавино, у начальников милиции третьего и четвёртого районов: Ивана Семёновича Заева и Василия Казьмича Лощилина. Заев и Лощилин помогали Антонову прятать в «глухих уголках» южной части Кирсановского уезда оружие, отобранное у чехословаков, фронтовиков и уголовников — «схроны» организовывали преимущественно между сёлами Иноковка и Чернавка, в труднодоступных лесах и болотах по берегам реки Вороны, и в юго-западной часть уезда (между сёлами Калугино—Золотовка—Трескино). Во время данных «манипуляций» Антонов познакомился с будущим командиром Второй партизанской армии Тамбовского края Петром Токмаковым, который в тот момент являлся рядовым милиционером конного отряда третьего района.
11 апреля 1918 года в Кирсанове, где до начала года не было серьёзной большевистской организации, была создана уездная ВЧК, которую возглавил коммунист-фронтовик Казьма Николаевич Сатанин, а затем — большевик-железнодорожник Павел Варсанофьевич Овчинников. «Едва ли не с первого дня своего существования Кирсановская ЧК (почти сплошь большевистская) начала „копать“ под уездную и городскую милиции (почти сплошь левоэсеровские)». После левоэсеровского мятежа в Москве отношения милиционеров и чекистов только ухудшились и в начале второй половины июля 1918 года Антонов ушёл — с официального разрешения своего начальства — в месячный отпуск: вместе с женой он уехал в бывшее помещичье имение Дашково, располагавшееся в 10 километрах севернее Инжавина.
14 августа в Кирсановской уездной ЧК, пополнявшейся как и вся партия Ленина во многом за счёт возвращавшихся с войны солдат, произошла смена руководства: вместо П. В. Овчинникова, уволившегося по собственному желанию, председателем был назначен его заместитель — Пётр Степанович Зудин. Фактически же руководителем, на несколько дней, оказался Георгий Тимофеевич Меньшов — бывший сотрудник уездной милиции, которого Антонов уволил за пьянство (в декабре 1918 года он также будет уволен и из ЧК). По версии Меньшова, опубликованной в 1923 году, уже 15 августа чекисты нашли потерянный портфель, в котором находилась переписка эсеров о подготовке ими контрреволюционного заговора, при поддержке местной милиции, и «планового террора на ответственных работников». Получив данный «материал», Меньшов командировал взвод из состава Карательного отряда для задержания Антонова, которого найти не удалось. В Иноковке чекисты упустили Токмакова, который «16 августа скрылся неизвестно куда, захватив с собой наган». Сбежал и начальник Кирсановской городской милиции Никита Григорьевич Гридчин.
Новый уездный комиссар внутренних дел Тихон Климов в конце августа издал приказ об освобождении начальника Кирсановской уездной милиции А. С. Антонова от занимаемой должности «за неявку из отпуска». Документы, компрометировавшие Антонова, в современных архивах обнаружены не были.

#### Снова в подполье. Боевая дружина
Антонов, по наиболее достоверным на XXI век сведениям, поехал в Самару, где его знакомый по Тамбовской тюрьме Владимир Вольский возглавил Комитет членов Учредительного собрания (Комуч), объявивший себя ещё в июне 1918 года временной властью на территории Самарской губернии. К августу Комуч распространил свою власть на Самарскую, Симбирскую, Казанскую, Уфимскую и часть Саратовской губернии. Но 19 ноября переименованный «Съезд членов Учредительного собрания», переехавший сначала в Уфу, а затем — в Екатеринбург, был разогнан сторонниками адмирала Колчака. Антонов, даже если он и хотел оказаться в числе защитников Комуча, был вынужден возвратиться в Кирсановский уезд.
Накануне возвращения революционера по Тамбовской губернии прокатилась волна стихийных крестьянских восстаний: причём сильнейшее восстание произошло как раз на границе Кирсановского и Моршанского уездов — в районе сёл Рудовка, Вышенка, Никольское, Глуховка. Окончательно возмущение властям удалось подавить только 20 ноября (с использованием армии). Сам Антонов был объявлен главным подстрекателем и руководителем крестьянского восстания в районе Рудовки: местные коммунисты на своей районной партийной конференции не только заклеймили позором «лжесоциалиста Антонова», но и приговорили его к смерти — среди делегатов нашлись добровольцы, изъявившие желание лично привести приговор в исполнение.
В период с декабря 1918 по январь 1919 года Антонов создаёт и вооружает «Боевую дружину», состоявшую из 10—15 человек, в числе которых оказались и его шурин Александр Алексеевич Боголюбский, и Токмаков, и младший брат — Дмитрий. В дружине, в целом состоявшей из доверенных людей, был и старый знакомый Антонова по эсеровскому (дореволюционному) подполью, будущий глава Тамбовского (антоновского) эсеровского губкома Иван Ишин — сын зажиточного крестьянина-хлебороба, владевшего 28 десятинами пахотной земли.
По данным Юрия Подбельского, Антонов первым делом расправился с теми коммунистами, которые на партконференции сами вызвались его убить. Одновременно революционер занялся и привычными ему «экспроприациями», на этот раз — советских учреждений. В частности, «дружинники» ограбили Утиновский (Верхне-Шибряйский) сельсовет, располагавшийся в северной части Борисоглебского уезда, а также — Золотовский волостной исполком в Кирсановском уезде, убив четырёх коммунистов. Вечером 1 декабря 1919 года антоновцы ограбили Инжавинское районное продуправления, расстреляв трёх коммунистов и одного австрийского военнопленного.
Численность дружины постепенно увеличивалась и к середине лета 1919 года в её рядах было уже около ста пятидесяти хорошо вооружённых и дисциплинированных боевиков: в основном это были лица, «придирчиво» отобранные Антоновым после двухтысячного митинга дезертиров из РККА, организованного им самим у села Трескино. С «зажигательной речью и горячими призывами» перед собравшимися выступил заместитель Антонова «по пропаганде и агитации» Ишин. Под Трескином в ночь на 11 июня антоновцы также убили инструктора отдела управления Кирсановского уездного исполкома Бутовского и уполномоченного ВЧК Бориса Николаевича Шлихтера. Всего же, за лето 1919 года, только в одном Кирсановском уезде дружинниками Антонова были убиты около ста членов коммунистической партии.
Поскольку Антонов не проявлял активности в самом Кирсанове и с учётом недостатка сил у большевистских властей, борьба с ним в тот период велась «довольно пассивно». Созданный 3 июля 1919 года уездный ревком попытался исправить ситуацию и объявил регион на военном положении. 5 июля ревком издал приказ о сдаче оружия населением:
Всем гражданам, имеющим оружие, за исключением членов РКП(б), под страхом расстрела на месте приказывается в 24 часа сдать таковое в Кирсановский уездный военный комиссариат.
26 июля уездный ревком в приказе о взятии заложников из числа «кулаков» отмечал:
В результате пассивного отношения к делу защиты революции наблюдается, что контрреволюция во всех своих проявлениях подняла голову. Участились случаи преследования коммунистов на местах. Разбойничьи банды открыто разгуливают по уезду, дезертиры массами скрываются по сёлам и окрестностям, а местная власть смотрит пассивно на такие явления и, благодаря своей пассивности и расхлябанности, часто не в силах бороться с этим “гнойным нарывом” революции. Контрреволюционеры и бандиты всех мастей в своих грязных замыслах дошли до того, что открыто делают вооружённые нападения на честных и преданных делу революции товарищей, поджигают дома коммунистов, вытаптывают засеянные поля их семей...
В начале осени 1919 года Кирсановский военревком, возглавлявшийся в тот период председателем уездного исполкома В. А. Зайцевым, сформировал специальный отряд для борьбы с дружиной Антоновым, занятой истреблением в регионе всех лиц, сотрудничавших с советской властью — почти сразу по формировании данный отряд, приказом губернского ревкома, был вызван в Тамбов и отправлен на фронт Гражданской войны.

#### Убийство Чичканова
14 октября 1919 года у деревни Чернавки — в южной части Кирсановского уезда, на озере Ильмень — дружинниками Антонова, которым советские источники позже приписывали даже контакты с войсками Деникина, были убиты приехавшие поохотиться на уток бывший председатель Тамбовского губернского исполкома Михаил Чичканов, недавно покинувший этот пост, и ответственный работник губернского совконтроля Сергей Клоков. Находившийся вместе с коммунистами беспартийный тамбовский аптекарь Дмитрий Клюшенков остался жив, хотя и был избит антоновцами — «чтобы в другой раз знал, с кем и куда ездить на охоту».
На убийство представителя номенклатуры ЦК РКП(б) власти, которые ранее относительно слабо разыскивали дружинников, отреагировали незамедлительно: в район Инжавино были направлены части из чекистов, милиционеров и красноармейцев, общее руководство которыми осуществлял будущий начальник Кирсановской уездной милиции Мин Семёнович Маслаков. В дополнение, председатель Тамбовской губчека Иосиф Иосифович Якимчик направил в район ряд своих сотрудников — с заданием проникнуть в дружину Антонова и «уничтожить главаря банды». Операции по ликвидации Антонова находились под личным контролем командующего внутренними войсками Константина Валобуева и начальника Особого отдела ВЧК, руководителя советской военной контрразведки Михаила Кедрова, который лично прибыл со своим поездом в Кирсанов.
Кедров затребовал из Саратова, повстанцам которого в незначительном количестве поставляли оружие антоновцы, специальный отряд по борьбе с бандитизмом — в составе 200 штыков, 50 сабель и двух пулемётов — а также послал в местные леса двух своих сотрудников для непосредственного убийства Антонова. В результате дружина и местное население понесли серьёзные потери (десятки были расстреляны, а сотни оказались в советских концентрационных лагерях), но добраться до самого Антонова или его ближайшего окружения так и не удалось. Б. А. Васильев позднее писал, что большевистские власти «столкнулась с тем фактом, что Антонова изловить дьявольски трудно, так как он имеет своих людей всюду — вплоть до партийных комитетов и органов Чека». Чекист М. И. Покалюхин добавлял: «Хитрость Антонова и покровительство ему со стороны кулачества — спасло его. Вообще нельзя отказать Антонову в твёрдости характера, находчивости, умении ориентироваться и большой храбрости. Всё это давало ему возможность не раз уходить из наших рук».
О двух случаях близкой поимки революционера сообщал в своих воспоминаниях Иван Акимович Климов, служивший в 1919 году начальником Кирсановской уездной милиции:
В конце 1919 года в Иноковке, в доме Токмакова, были выслежены Токмаков с Антоновыми. Местные коммунисты и милиция окружили дом. На вызов никто не выходил, и двери были заперты. Тогда принесли керосин и зажгли дом. На пожар собралась толпа крестьян. Вдруг открылись 3 окна, из которых полетели бомбы. Среди толпы поднялась суматоха. Из дома выскочили Антонов, его брат и Токмаков, начали бросать во все стороны бомбы и, очищая себе таким образом путь, скрылись.
Второй случай имел место в том же, 1919, году:
...инжавинскому предволкомпарту тов[арищу] Полатову было сообщено, что Антонов с братом и Токмаковым остановились ночевать в одной хате. Тов[арищ] Полатов собрал человек 15 членов партии и часов в 11 вечера — очень тёмного — отправился на облаву. Окружили дом. Тов[арищ] Полатов был слишком горяч — подошёл к двери и стал стучать, чтобы отпирали. Дверь отворилась, показавшийся в дверях Антонов сделал два выстрела. Полатов тут же упал, цепь спуталась, и Антонов убежал в лес, где и скрылся. Товарища Полатова тут же положили на повозку и направили в Карай-Салтыковскую больницу с хозяином этого дома, без охраны. Хозяин скрылся, а тов[арищ] Полатов умер.

#### Политическая кампания
Помимо физического, на Антонова началось и моральное давление: его обвиняли в «зверских» убийствах «безвредных деревенских идеалистов в лице членов Коммунистической партии», число которых включали и Полатова. В итоге Антонова «поставили в один позорный ряд» с главарём уголовной банды Колькой Бербешкиным. После этого революционер «в несколько дней» выследил банду Бербешкина и полностью истребил её; после чего 18 февраля 1920 года он отправил начальнику Кирсановской уездной милиции письмо, в котором объявил себя политическим противником коммунистов и сообщил о «ликвидации» Бербешкина, указав местонахождения тела:
Желание коммунистов — очернить нас перед лицом трудящихся — плохо удаётся, надеюсь, что на этом поприще они и впредь будут иметь подобный же успех... О вышеизложенном прошу довести до сведения уездного комитета РКП.
В ответ кирсановские «Известия» опубликовали статью «Ответ на письмо Антонова, присланное им на имя начальника Кирсановской усовмилиции», в котором говорилось, что «карающая рука пролетариата, победившего мировую контрреволюцию, быстро раздавит вас, пигмеев, своим железным кулаком».

### Война

#### Восстание. Союз с эсерами. Каменка
После обмена письмами с властями Антонов «притих», что уже в марте было воспринято как повод для отзыва сессии губчека в Тамбов. Революционер же сменил область деятельности: он стал создавать в деревнях сеть будущих повстанческих «местных штабов» — деятельностью, которая возможно была связана с необходимостью создания политической цели для членов дружины. Самошкин считал, что вслед за Антоновым «неотвратимость надвигающегося восстания поняли и тамбовские эсеры», но при попытке воссоздавать в сёлах свои нелегальные партийные ячейки, они «с удивлением» обнаружили во многих деревнях уже готовые антоновские «штабы». Переговоры представителей ПСР с Антоновым, состоявшиеся по данному поводу, завершились объединением организаций в формально беспартийные «союзы трудового крестьянства».
В начале августа 1920 года стали известны точные объёмы продразвёрстки для Тамбовской губернии, которые были восприняты многими как «заведомо невыполнимые» — в особенности это касалось Кирсановского, Борисоглебского и Тамбовского уездов, пострадавших от засухи. 21 августа крестьяне села Каменка Тамбовского уезда, расположенного вблизи железной дороги, разгромили продотряд, увозивший хлеб, а затем — и попытавшийся помочь продотряду спецотряд по борьбе с дезертирством. В тот же день к Каменке присоединились и близлежащие сёла. Но уже к вечеру 24 августа восстание было практически подавлено — Каменка занята крупным отрядом правительственных сил. И именно в этот вечер сюда с дружиной прибыл Антонов, который узнал, что в Тамбове — на состоявшейся накануне экстренной конференции — ПСР признала восстание преждевременным.
Уже 25 августа Антонов, до этого полагавшийся преимущественно на личные контакты с небольшим количеством крестьян региона, «принял на себя» руководство восстанием: он приступил к вооружению населения из своих тайников-«схронов». Утром 30 августа 1920 года в Каменском районе началось новое восстание — получившее впоследствии название «антоновщина».

#### Начальник Главоперштаба

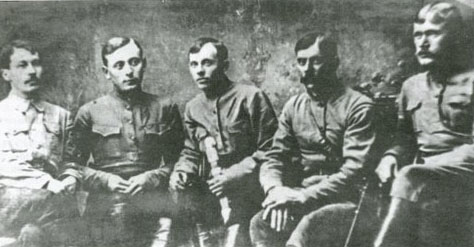
Главный оперативный штаб, в центре А. Антонов.

14 ноября 1920 года, преодолев сопротивление командиров отдельных повстанческих отрядов, Антонову удалось создать единый центр руководства восстанием — который получил название «Главный оперативный штаб». Его начальником «тайным голосованием на альтернативной основе» был избран сам Антонов, которого до этого только изредка упоминали в провинциальной прессе. 
К февралю 1921 года, на пике восстания, в регионе существовало около двадцати повстанческих полков, сгруппированных в две «партизанские армии Тамбовского края»: Первую и Вторую. Они были разгромлены только в конце мая — начале июля, в ходе ожесточённых сорокадневных боёв с регулярной Красной армией.
Большую роль в подавлении восстания сыграла и отмена продразвёрстки — переход к НЭПу. Известие о конце политики военного коммунизма застало Антонова под Тамбовом — в селе Горелое; в ответ на радостные крики местных крестьян «Мы победили!», Антонов грустно сказал:
Да, мужики победили. Хотя и временно, конечно. А вот нам, отцы-командиры, теперь крышка.
12 апреля командующий войсками Тамбовской губернии Александр Васильевич Павлов (предшественник Тухачевского) объявил всех командиров повстанческих частей (от взвода и выше) «вне закона». Через месяц всем рядовым антоновцам — ради сохранения дисциплины которых начштаба даже ввёл телесные наказания — было предложено, под страхом репрессий в отношении их семей, «немедленно прекратить сопротивление, явиться в ближайший штаб Красной Армии, сдать оружие и выдать своих главарей».
Репрессии действительно имели место: в частности, с 1 июня по 10 июля в концлагеря и в северную ссылку были отправлены до 1500 семей повстанцев. Практика расстрела заложников в самих сёлах, классифицированных советскими властями как «злостнобандитские», приносила свои плоды: в частности, крупная группа заложников (80 человек) была расстреляна в селе Паревка Кирсановского уезда, после чего сдались остатки Особого полка антоновцев («гвардия» восставших) — причём, во главе со своим командиром Яковом Васильевичем Санфировым. В июле-сентябре 1921 года сдались ещё шесть командиров полков.
До этого Антонов лично участвовал в боях в губернии и был трижды ранен. Первое ранение он получил 18 сентября 1920 года в бою под селом Афанасьевка Тамбовского уезда: пуля «чиркнула» по щеке, оставив на лице командира небольшой шрам. В том же месяце Антонов был ранен второй раз — пуля настигла его в селе Золотовка Кирсановского уезда — где он, с соратниками, был неожиданно окружён в одном из домов 2-м взводом эскадрона имени Л. Д. Троцкого: «штабисты» Антонова продержались до темноты, а затем, используя гранаты, прорвались из окружения. Сразу несколько красноармейцев видели, как во время боя пуля «вырвала большой кусок правого рукава кожаной тужурки Антонова»: позднее подтвердилось, что он действительно был ранен в правую руку, которая начала постепенно сохнуть. 6 июня 1921 года во время «бегства» из пензенского села Чернышево начальник Главоперштаба был ранен в третий же раз: в голову, по касательной. За этот бой шофёр бронемашины Михаил Соловьёв, указавший на Антонова пулемётчикам, получил орден Красного Знамени. О ранении Антонова немедленно сообщили почти все тамбовские газеты.
В середине июня 1921 года неподалёку от села Трескино Кирсановского уезда Антонова обнаружили и атаковали красные курсанты: после короткого боя мятежники из местного отряда «рассеялись», а преследуемые конными курсантами Антонов и четверо его сподвижников оказались в самом селе, где размещался штаб сводной курсантской бригады. Заметив пятерых мятежников и узнав в одном из них самого Антонова, командир бригады и ещё около двадцати красных штабистов и курсантов вскочили на коней и бросились на перехват. «Многоверстная» скачка со стрельбой окончилась безрезультатно, поскольку «кони преследуемых оказались резвее».
В начале июля 1921 года Антонов, в соответствии с указаниями которого повстанцы ранее жестоко расправлялись с пленными коммунистами и бойцами продотрядов в регионе, отдал приказ повстанческим командирам, содержавший указание о прекращении открытой вооружённой борьбы: командирам предписывалось сохранять людей и оружие и дожидаться момента, когда пробольшевистские оккупационные части (120 тысяч человек) будут выведены из пределов голодающей губернии. Ленин посчитал необходимым ознакомить Политбюро РКП(б) с данным приказом.
После этого только 30 июля 1921 года органам ВЧК стало известно местоположение Антонова: с отрядом в 180 человек он скрывался в районе озера Змеиное в Кирсановском уезде. 2 августа данный «труднодоступный» район, состоявший из множества болот и озёр, был блокирован курсантами и «отборными частями» РККА. На следующий день курсанты дважды пытались добраться до Змеиного озера — но оба раза были остановлены сильным ружейно-пулемётным огнём. 4 августа район озера подвергся артиллерийскому обстрелу и бомбардировке с воздуха, что деморализующе подействовало на окружённых: утром следующего дня завязался новый бой и к вечеру половина антоновского отряда погибла, а половина попала в плен. Однако сам Антонов, чья деятельность уже не находила прежней поддержки в крестьянской среде, сумел уйти: он спрятался в одном из заранее подготовленных «схронов» внутри озёрных кочек (из которых была выбрана земля) и наступавшие курсанты буквально прошли над ним. Узнав об этом командование красных решило 7 и 8 августа повторить зачистку местности: Антонов приказал своему денщику Алёшке и пятерым рядовым повстанцам сдаться, а в это время адъютант Антонова Иван Александрович Старых, уже Востриков и братья Антоновы зашли по горло в озеро, в густые заросли тростника, и затаились. После снятия с озера оцепления братья Антоновы выбрались из воды и скрылись.

#### Розыск ВЧК. Двойник
Непосредственное руководство новым розыском Антонова осуществлял начальник секретного отделения Тамбовской губчека Сергей Титович Полин, отзывавшийся позже о революционере как о человеке «с громадной бандитской наглостью и смелостью». Ещё осенью 1920 года тамбовские чекисты провели операцию «Сестра»: 6 октября в Моршанске была арестована жена Антонова. В обмен на своё освобождение, состоявшееся 22 октября, она написала Антонову записку с просьбой встретиться в Тамбове, в доме её матери. Однако Антонов на встречу не поехал, а написал короткую ответную записку, в которой «пожурил» супругу за попытку оторвать его от руководства восстанием: «кругом война, за которую в некоторой степени ответственность ложится на меня».
В марте 1921 года поиском Антонова занялся отдел по борьбе с контрреволюцией ВЧК, возглавлявшийся Тимофеем Самсоновым. Самсонов решил «выманить» Антонова в Москву, на «съезд руководителей повстанческих армий»: главным действующим лицом операции стал известный в регионе эсер Евдоким Муравьёв, засланный к антоновцам под видом члена ЦК партии левых эсеров, а сама операция находилась под личным контролем Феликса Дзержинского. За полтора месяца, что Муравьёв находился в стане мятежников, он сумел добыть ценную разведывательную информацию о 2-й антоновской армии. Кроме того Муравьёв отправил в руки ВЧК руководителя повстанческой контрразведки Н. Я. Герасева, главного антоновского агитатора Ивана Егоровича Ишина, резидента антоновцев в Тамбове Дмитрия Фёдоровича Фёдорова, Павла Тимофеевича Эктова, являвшегося заместителем Антонова по Главоперштабу, а также — группу из восемнадцати повстанцев. Все они, за исключением Эктова, согласившегося сотрудничать, были расстреляны как «неисправимые враги Советской власти». (Спустя год Эктов был застрелен неизвестным на одной из тамбовских улиц).
7 мая 1922 года Александра Гавриловна Кудрявцева (секретная сотрудница ГПУ «Миронова») написала донесение, что ей удалось обнаружить Антонова. На первом же допросе арестованный как Антонов мужчина на вопрос чекистов: «Ну, что, Антонов, — попался?» — ответил по-украински: «Який я вам Антонов? Я — Коваленко!» При этом четыре человека, ранее знавшие Антонова лично, единодушно признали в арестованном Коваленко бывшего руководителя тамбовских повстанцев; и только в Тамбове, куда был доставлен подозреваемый, из ещё десяти человек, знакомых с Александром Степановичем, девять категорически заявили, что «показанный» им человек — не Антонов, а «гражданин имеющий громадное сходство с начальником Главоперштаба и руководителем партизанского движения Тамбовского края». Дальнейшие следственные мероприятия подтвердили, что арестован был крестьянин села Еловатка Еланского уезда Саратовской губернии Андрей Ильич Коваленко, которого отпустили 14 июня.

#### Последний бой
Точное местопребывания Антонова до мая 1922 года оставалось неизвестным. ГПУ обнаружило его в лесу на границе Кирсановского и Борисоглебского уездов благодаря сведениям, полученным от бывшего тамбовского эсера-железнодорожника Фирсова: в конце мая к Фирсову с просьбой достать остродефицитный в тот период хинин обратилась учительница из села Нижний Шибряй Софья Гавриловна Соловьёва; она также сообщила, что хинин нужен Антонову, страдающему от малярии. Пообещав Соловьёвой достать лекарство, Фирсов отправился к заместителю начальника Тамбовского губотдела ГПУ Сергею Титовичу Полину.
Была создана группа захвата во главе с начальником отдела по борьбе с бандитизмом Михаилом Ивановичем Покалюхиным, который 14 июня вместе с четырьмя оперативниками выехал в село Уварово, в двух километрах от Нижнего Шибряя. В район были также отправлены бывшие повстанцы, ставшие теперь «бандагентами», которые знали Антонова.
24 июня были получены сведения, что Антонов с братом был ночью в доме Наталии Катасоновой в Нижнем Шибряе и остался там дожидаться следующей ночи. Переодевшись под бригаду плотников-шабашников — с топорами и пилами (карабины в мешках, револьверы — под рубахами) — группа захвата в составе девяти человек отправилась в Нижний Шибряй: Михаил Иванович Покалюхин, оперативник Иосиф Янович Беньковский, бывший командир Особого (находившегося всегда при антоновском Главоперштабе) повстанческого полка Яков Васильевич Санфиров — житель села Калугино Кирсановского уезда, два бывших антоновца из небольшого повстанческого отряда Грача (Афанасия Евграфовича Симакова) — крестьяне деревни Леоновка Трескинской волости Кирсановского уезда Егор Ефимович Зайцев и Алексей Игнатьевич Куренков, бывший антоновец из 14-го Нару-Тамбовского (Хитровского) полка Михаил Фёдорович Ярцев, два секретных агента ГПУ с кличками «Мёртвый» и «Тузик» — бывшие антоновцы из села Паревка Кирсановского уезда Ефим Николаевич Ластовкин и Никита Кузьмич Хвостов, а также начальник милиции 1-го (Уваровского) района Борисоглебского уезда Сергей Михайлович Кунаков.
Около восьми часов вечера восемь «плотников» и начальник милиции Кунаков пришли на дальнюю нижнешибряйскую окраину, называвшуюся Кочетовкой, где стоял дом Катасоновой. Дом окружили и вскоре в проёме дверей заметили одного из братьев Антоновых. Александр Антонов разглядел среди стреляющих в него людей знакомые лица, перешедшие теперь на другую сторону, и «принялся их стыдить». Братья Антоновы активно отстреливались из пистолетов системы «маузер» (позднее в доме нашли несколько сотен стреляных гильз). Покалюхин, опасаясь, что с наступлением темноты осаждённые прорвутся и скроются, приказал поджечь дом и усилить обстрел окон. Антоновы были вынуждены покинуть дом и напали на посты Куренкова и Кунакова, но «меткие выстрелы Ярцева уложили их» в сотне метров от тамбовского леса, в котором до этого они не раз спасались. Спустя около десяти минут, «выпустив по месту падения Антоновых не один десяток пуль и не получив ни одну в ответ», Покалюхин решился подойти к телам.

### Захоронение
Точное место захоронения Александра и Дмитрия Антоновых неизвестно: их тела привезли в Тамбов, в бывший Казанский монастырь, где размещался губернский отдел ГПУ.

## Оценки и влияние
16 июля 1921 года командующий войсками Тамбовской губернии во время восстания Михаил Тухачевский писал Ленину о главных факторах, помешавших в начале подавить Тамбовское восстание: среди них были «скрытый большой запас оружия, сделанный Антоновым за время его начальствования Кирсановской уездмилицией и, наконец, военно-организаторский талант Антонова». Характеристики Антонова, составленные военачальниками Красной армии, содержали такие эпитеты, как «недюжинная фигура с большими организаторскими способностями», «энергичный, опытный партизан» и так далее. ВЧК отмечала отличную постановку Антоновым разведывательного дела у тамбовских повстанцев и незаурядные конспираторские способности самого начальника штаба.
Самошкин ставил Антонова в один ряд с руководителями крупнейших восстаний: Иваном Болотниковым, Степаном Разиным, Кондратием Булавиным и Емельяном Пугачёвым. В то же время об Антонове не складывали песен, как о Стеньке Разине, а советский термин «бандит» скоро вытеснил из памяти жителей региона образ «партизана», боровшегося за интересы крестьянства.
Следует также помнить, что образ Антонова и его формирований как бандитов создавался в глазах широких масс населения не только под влиянием пропаганды, но и по делам самого Антонова. Как и многие другие подобные полевые командиры Гражданской войны, пытавшиеся вести борьбу за собственное влияние на той или иной территории, Антонов применял карательные меры против несогласного с ним и его программой населения. Его отряды для снабжения собственных сил в условиях боевых действий и враждебного окружения изымали у населения продукты питания, фураж и лошадей. Такие меры, даже вынужденные, практически неизбежно делали непопулярным в глазах обывателей любого полевого командира, к какому бы политическому лагерю не относился он сам и все его сторонники.

## В искусстве
- роман Николая Вирта «Одиночество» (1935, 1957).
- рассказ Варлама Шаламова «Эхо в горах».
- Роман Гуль, «легендарного атамана-мстителя» Антонова.
- Лобоцкий А. Н. По следу «главного». Документальная повесть. — Воронеж: Центрально-Чернозёмное книжное издательство, 1973.
- Роман Петра Алёшкина «Откровение Егора Анохина». Роман. М., «АСТ», 2003;
- роман Николая Тюрина «Антонов. Последний пожар» (2017)[109]
- фильм «Одиночество» 1964 года по одноимённому роману Николая Вирта. В роли Антонова — Афанасий Кочетков.
- фильм «Жила-была одна баба», (2011 реж. Андрей Смирнов). В роли Антонова — Дмитрий Муляр.

## Семья
21 декабря 1922 года у арестованной сожительницы Антонова — крестьянки из села Нижний Шибряй Натальи Катасоновой (1888—1945) — в тюрьме родилась дочь, которую назвали Ева. Ева Катасонова (1922—1975) носила отчество Фёдоровна (по брату своей матери), в замужестве носила фамилию Горелик, работала учительницей в г. Челябинск.